# S-Bahntunnel Halle-Neustadt
Der S-Bahntunnel Halle-Neustadt ist ein zweigleisiger Eisenbahntunnel im Stadtteil Neustadt von Halle (Saale). Im Bereich des Stadtteilzentrums unterquert er die Magistrale, die Neustädter Passage, die Albert-Einstein-Straße und die Straße „Am Bruchsee“ (heutige Straßenbezeichnungen). Der 454 Meter lange Tunnel hat ein kastenförmiges Profil und birgt den Bahnhof Halle-Neustadt, der von der Linie S3 der S-Bahn Mitteldeutschland bedient wird. Es war der einzige Neubau eines Tunnelbahnhofs der DR. Die Gleise im Tunnel gehören, obwohl er im Regelfall wie eine zweigleisige Strecke im Richtungsbetrieb befahren wird, zu unterschiedlichen Strecken. Das westliche Gleis ist die Strecke 6356 (Merseburg–Halle-Nietleben), das östliche die Strecke 6355 (Angersdorf Abzw Awo–Halle-Nietleben).

## Bahnhof Halle-Neustadt

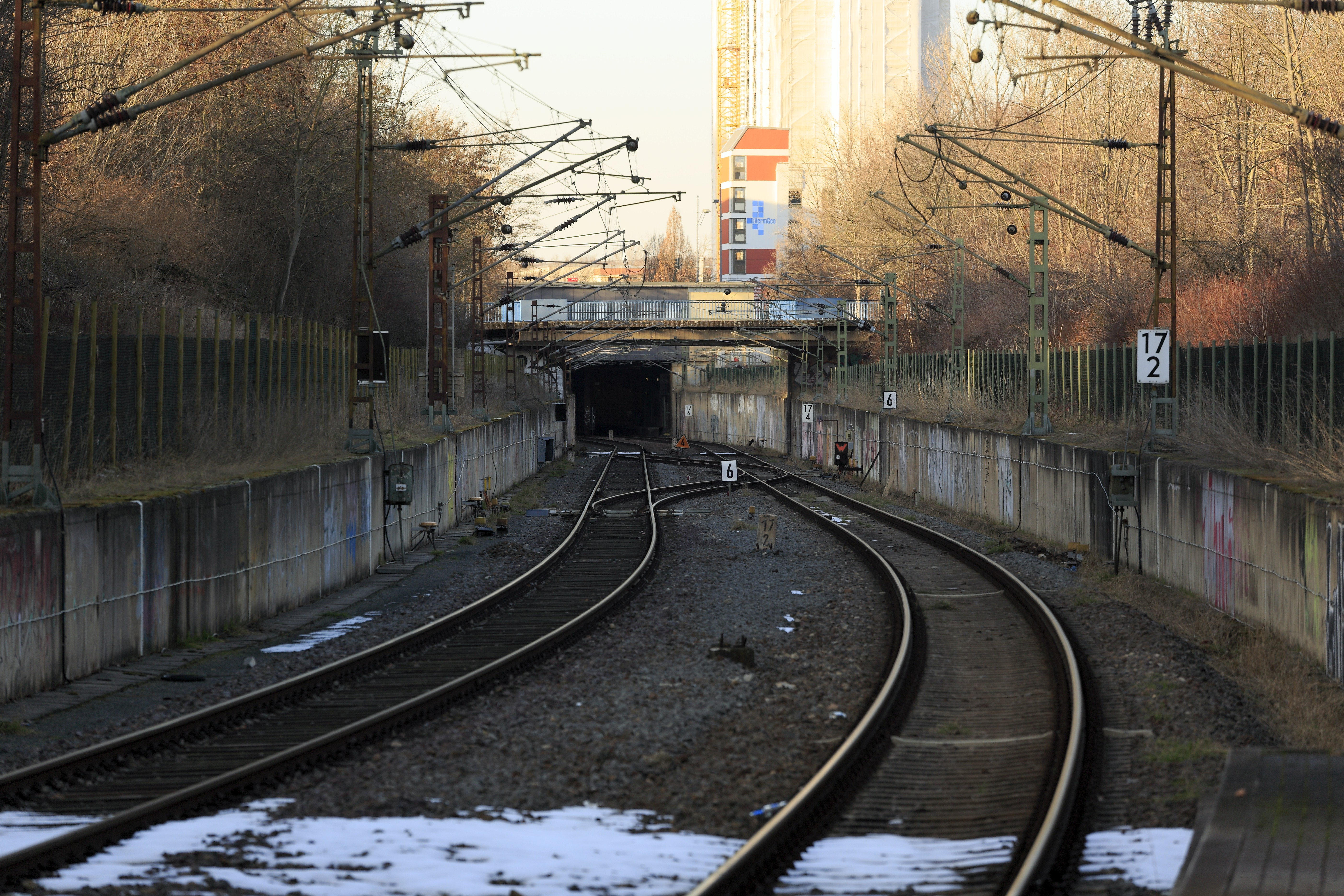
Südportal des S-Bahn-Tunnels

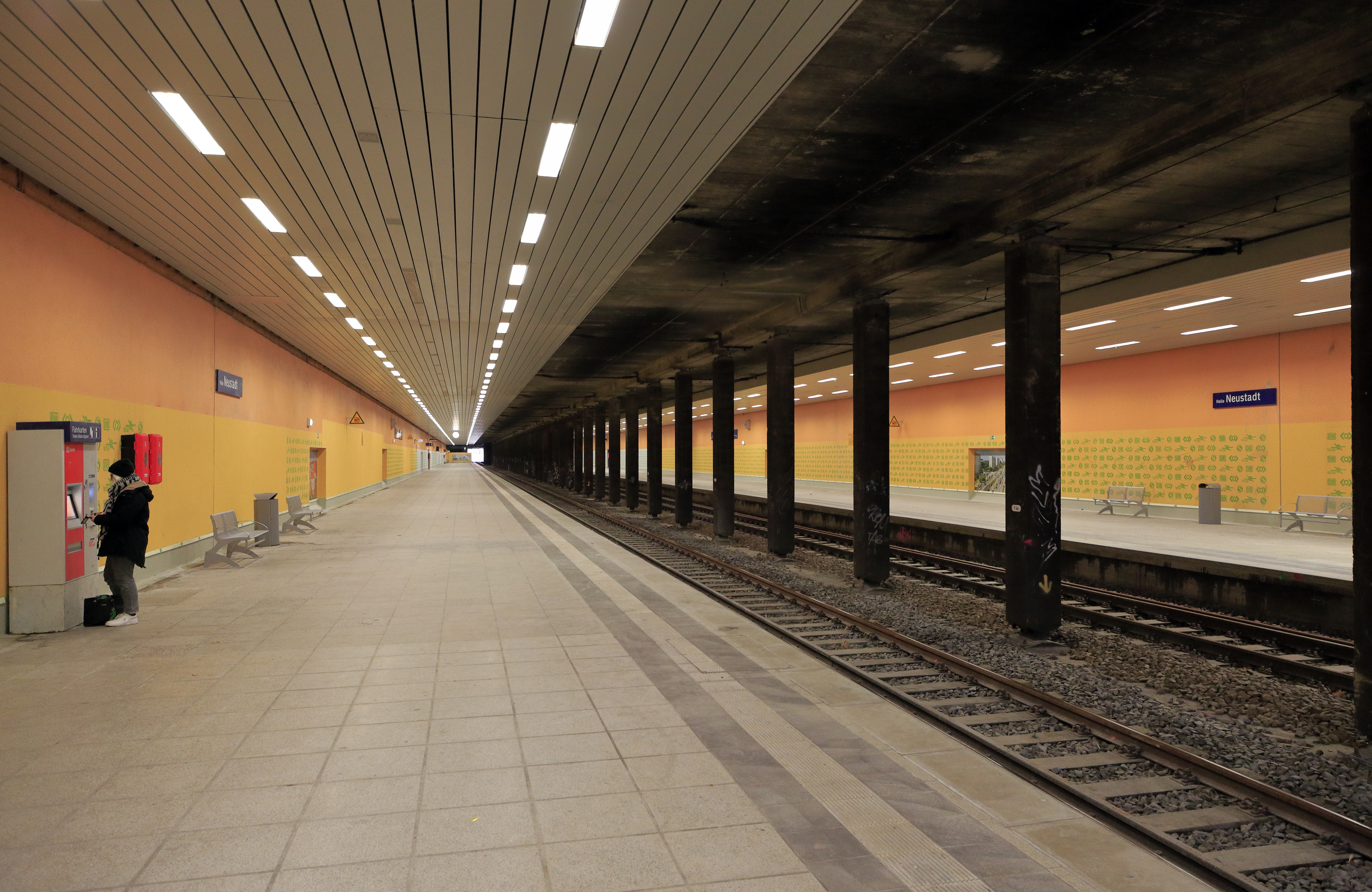
Bahnsteighalle Richtung Norden, Januar 2022

Im Zuge der Planung und Errichtung von Halle-Neustadt war auch der Bau einer S-Bahn-Strecke vorgesehen, die die prognostizierten 100.000 Einwohner der „Arbeiterstadt“ an den Hauptbahnhof von Halle und somit das Eisenbahnnetz der DDR anschließen sollte. Die ursprüngliche Idee, einen neuen Bahnhof im klassischen Stil westlich von Halle-Neustadt zu errichten, wurde zugunsten einer zentralen Variante verworfen. Um das zukünftige Stadtzentrum nicht durch die vorgesehenen Bahnanlagen zu zerschneiden, sollte der Bahnhof jedoch unter die Erde verlegt werden. Nach mehrjähriger Bauzeit wurde der Tunnelbahnhof am 27. September 1969 eingeweiht. Seine Inbetriebnahme markierte zugleich den Beginn des elektrischen Verkehrs auf dem bestehenden S-Bahn-Abschnitt bis zum Hauptbahnhof, welcher bis dahin von Dieseltriebwagen befahren worden war. Zum Bahnhof Halle-Neustadt gehört auch der Haltepunkt Zscherbener Straße. Sicherungstechnisch ist der gesamte Bahnhof in den Stellbereich des Stellwerkes B1 im benachbarten Bahnhof Halle-Nietleben einbezogen.
Der Tunnelbahnhof konnte ursprünglich über drei Zugänge (jeweils ein Aufgang im Norden und Süden sowie auf Höhe der Neustädter Passage) erreicht werden. Bei der Sanierung des Bahnhofs und der Zugänge zwischen 2008 und 2010 wurde der nördliche Aufgang entfernt und jeweils eine Zwischenwand eingezogen. Die ursprünglich 380 Meter langen Seitenbahnsteige wurden dabei auf 230 Meter Nutzlänge verkürzt. Das Empfangsgebäude des Bahnhofs befand sich über dem Tunnel beim Nordausgang und war eine verglaste Stahlgerüstkonstruktion. Es wurde nach mehreren fehlgeschlagenen Nutzungsversuchen und längerem Leerstand Anfang 2010 abgebrochen.

## Verkehrsbedienung
Seit vollständiger Inbetriebnahme der S-Bahn Halle wurde der Tunnel von allen S-Bahn-Zügen zwischen dem Bahnhof Halle-Trotha und dem Bahnhof Halle-Dölau genutzt. 2002 wurde die inzwischen als Linie S 3 bezeichnete S-Bahn nördlich des Tunnels auf den Abschnitt bis Halle-Nietleben verkürzt. Zwischen 2015 und 2021 verkehrte die aus Richtung Leipzig kommende Linie S 3 nach Halle-Trotha, sodass die Züge von und nach Nietleben nur noch bis zum Hauptbahnhof fuhren. Zwischen Januar 2021 und dem Fahrplanwechsel am 12. Dezember 2021 war die Saalequerung der Strecke Halle–Hann Münden für die Sanierung der Saalebrücke Wörmlitz gesperrt, in dieser Zeit bestand kein Zugbetrieb. Am 12. Dezember 2021 wurde die bis dahin zwischen Wurzen und Halle (Saale) Hbf verkehrende Linie S 3 bis Halle-Nietleben verlängert, die Züge verkehren im Halbstundentakt.
| Linie | Linienverlauf                                                                                   | Takt (min) | EVU             |
| ----- | ----------------------------------------------------------------------------------------------- | ---------- | --------------- |
| S3    | Oschatz – Wurzen – Leipzig – Schkeuditz – Halle Hauptbahnhof – Halle-Neustadt – Halle-Nietleben | 30         | DB Regio Südost |

## Belege
- https://www.lothar-brill.de/inhalt/tunnelportale/6356.html; zuletzt abgerufen am 8. Januar 2012